# Jean-Pierre Dorand
Jean-Pierre Dorand, né en 1956, est historien et homme politique fribourgeois.

## Biographie
En 1980, Jean Pierre Dorand obtient une licence à l’Université de Fribourg, puis un doctorat ès lettres en 1996 au sein de cette même université. En 2006, il réalise en outre une thèse d'habilitation sur l'histoire de la ville de Fribourg de 1798 à 1814,.

### Parcours professionnel et politique
Durant sa vie professionnelle, il est professeur au Collège Saint-Michel de Fribourg.
Il est député démocrate-chrétien au Grand Conseil de 1995 à 2010. Conseiller général de 1983 à 1996, il préside le Conseil général (législatif) de la ville de Fribourg de 1991 à 1992. En 2004, il est élu président du Sénat de l'Université de Fribourg. Dès 2007, il est chargé de cours à l'Université de Fribourg.
Jean-Pierre Dorand est un spécialiste des transports et de l'histoire fribourgeoise au début du XIXe siècle. Il est également auteur d'un dictionnaire sur le Conseil d'État fribourgeois en 2012.